# Pinanga gracillima
Pinanga gracillima là loài thực vật có hoa thuộc họ Arecaceae. Loài này được Merr. miêu tả khoa học đầu tiên năm 1928.